# Carrascosa de Arriba
Carrascosa de Arriba es una localidad española del municipio de Montejo de Tiermes, perteneciente a la provincia de Soria, en la comunidad autónoma de Castilla y León.

## Geografía
Perteneció a la de la Comunidad de Villa y Tierra de Caracena. Desde el punto de vista jerárquico de la Iglesia católica forma parte de la diócesis de Osma la cual, a su vez, pertenece a la archidiócesis de Burgos.

## Historia
En el censo de 1879, ordenado por el conde de Floridablanca,  figuraba como lugar del partido de Caracena en la intendencia de Soria,  con jurisdicción de señorío y bajo la autoridad del alcalde ordinario, nombrado por el duque de Uceda. Contaba entonces con 209 habitantes.
A la caída del Antiguo Régimen la localidad se constituyó en municipio constitucional en la región de Castilla la Vieja, partido de El Burgo de Osma, que en el censo de 1842 contaba con 39 hogares y 156 vecinos.
El municipio de Carrascosa de Arriba desapareció en 1967, al fusionarse con los de Montejo de Tiermes, Noviales, Valderromán, Cuevas de Ayllón, Hoz de Arriba y Hoz de Abajo. Contaba entonces con 40 hogares y 153 habitantes.
A finales del siglo XX la localidad poseía escuela propia, una hermandad de labradores y ganaderos; su último jefe fue Raimundo García Romano.

## Demografía
| Gráfica de evolución demográfica de Carrascosa de Arriba entre 1842 y 1960 |
| |
| Población de derecho según los censos de población del INE Población de hecho según los censos de población del INEEntre el censo de 1970 y el anterior, este municipio desaparece porque se integra en el municipio 42120 (Montejo de Tiermes) |

En el año 1981 contaba con 32 habitantes, concentrados en el núcleo principal, pasando a 24 en 2010, 17 varones y 7 mujeres.
| Gráfica de evolución demográfica de Carrascosa de Arriba entre 2000 y 2010                       |
|                                                                                                  |
| Población de derecho (2000-2010) según los censos de población del INE a 1 de enero de cada año. |